# Antiblemma bira
Antiblemma bira là một loài bướm đêm trong họ Erebidae.